# Naturschutzgebiet Oberer Mutzbach
Das Naturschutzgebiet Oberer Mutzbach erstreckt sich in den Stadtteilen Dellbrück und Dünnwald von Köln als westliche Fortsetzung des Naturschutzgebiets Mutzbach im Dünnwalder Wald.  Beide Naturschutzgebiete werden durch die Katterbachstraße an der Stadtgrenze zu Bergisch Gladbach voneinander getrennt. Das Gebiet ist Bestandteil der Bergischen Heideterrasse.

## Naturschutzgebiet
Die Unterschutzstellung als Naturschutzgebiets erfolgte
- Zur Erhaltung und Wiederherstellung der Lebensgemeinschaft von Auwald-Bereichen und besonders gefährdeter Vogelarten sowie ihrer Lebensstätten,
- Aus wissenschaftlichen und erdgeschichtlichen Gründen,
- Wegen der Seltenheit der hier vorliegenden geologischen Gegebenheiten in Nordrhein-Westfalen.[2]